# Austin Metro
Austin Metro – subkompaktowy samochód osobowy produkowany przez brytyjską firmę Austin Motor Company w latach 1980-1997. Powstał jako uzupełnienie w gamie modeli dla Mini. Przez cały okres produkcji samochód występował pod wieloma nazwami; Austin Metro, MG Metro (od 1982) czy też Rover Metro, w latach 1990-1994 sprzedawany był już jako Rover 100. W plebiscycie na Europejski Samochód Roku 1981 samochód zajął 3. pozycję (za Fordem Escortem MkIII i Fiatem Pandą).
Początkowo planowano także stworzenie wersji sedan, pomysł ten nie został jednak zrealizowany.
W oparciu o Metro skonstruowany rajdowy samochód Grupy B, MG Metro 6R4.

## Historia
Po uruchomieniu produkcji modelu Allegro w 1973 roku postanowiono stworzyć model, który wpasowałby się w lukę pomiędzy Mini a nowym kompaktem. Harris Mann zaprojektował nadwozie dla pierwszego prototypu który otrzymał kryptonim ADO74. Powstał on w dwóch wersjach różniących się wymiarami. Projekt został jednak zarzucony - samochód uznany za zbyt duży jak na swój segment, samo przedsięwzięcie byłoby zaś zbyt kosztowne.
Wciąż trwały prace nad nowym pojazdem, miał on już być nie modelem większym od Mini, a jego następcą. Opracowano nowy prototyp pod nazwą ADO88, rozstaw osi wynosił 2235 mm, nieco więcej niż w Mini. W celu redukcji kosztów postanowiono przejąć jak najwięcej rozwiązań technicznych od poprzednika, zapożyczono między innymi silniki OHV 1.0 i 1.3 z rodziny A-Series oraz układ przeniesienia napędu realizowany poprzez 4-biegową manualną skrzynię biegów. Układ zawieszenia to zmodyfikowana konstrukcja Hydragas przejęta z modelu Allegro. Koniec prac miał nastąpić najpóźniej w 1978 roku. Modyfikacjom poddawano także nadwozie prototypu. W dalszym etapie prac zwiększono rozstaw osi do 2250 mm. 8 października 1980 roku, po ponad 3 latach prac i 275 mln funtów wydanych na rozwój projektu, uruchomiono produkcję nowego modelu.
W 1982 roku do oferty dołączyła wersja modelu produkowana przez Morris Garages, do wyboru były dwie jednostki wolnossące oraz jedna turbodoładowana. Od 1984 samochód dostępny był w wersji 5-drzwiowej. W 1984 nazwę samochodu zmieniono z Austin Metro na Metro, w 1990 zaś na Rover Metro.
Nowa nazwa była wynikiem zmian w pojeździe. W samochodzie zastosowano nowocześniejsze silniki z rodziny Rover K-series, skrzynię biegów R65 projektu Peugeota oraz zmodernizowane nadwozie. W 1993 przeprowadzono drobny facelifting, dodatkowo do palety jednostek napędowych dołączył silnik wysokoprężny produkcji PSA o pojemności 1,4 litra. W 1994 roku samochód otrzymał nazwę Rover 100 (stosowana wcześniej na rynku europejskim). W późniejszym czasie poprawiono układ zawieszenia co poprawiło właściwości jezdne.
Wprowadzony w 1995 roku Rover serii 200 został zaprojektowany jako następca dla modelu Metro, już po wprowadzeniu na rynek nie było jako taki reklamowany. Przez 18 lat produkcji fabrykę opuściło 2.078.218 egzemplarzy modelu (wliczając Rovera 100).

## Dane techniczne
| Wersja             | Silnik:                  | Układ zasilania:   | Średnica × skok tłoka: | St. sprężania:     | Moc maksymalna:                    | Maks. moment obrotowy     | 0-100 km/h:        | V-max:             |
| Silniki benzynowe: | Silniki benzynowe:       | Silniki benzynowe: | Silniki benzynowe:     | Silniki benzynowe: | Silniki benzynowe:                 | Silniki benzynowe:        | Silniki benzynowe: | Silniki benzynowe: |
| ------------------ | ------------------------ | ------------------ | ---------------------- | ------------------ | ---------------------------------- | ------------------------- | ------------------ | ------------------ |
| 1981 1.0           | R4 1,0 l (998 cm³), OHV  | gaźnik             | 64,58 mm × 76,20 mm    | 9,6:1              | 44 KM (32,5 kW) przy 5250 obr./min | 71 N•m przy 3000 obr./min | 17,5 s             | 140 km/h           |
| 1981 1.3           | R4 1,3 l (1275 cm³), OHV | gaźnik             | 70,61 mm × 80,28 mm    | 9,4:1              | 63 KM (46,5 kW) przy 5650 obr./min | 97 N•m przy 3100 obr./min | 13,0 s             | 156 km/h           |
| 1990 1.3 GTa       | R4 1,3 l (1275 cm³), OHV | gaźnik             | 70,61 mm × 80,28 mm    | 10,5:1             | 72 KM (52 kW) przy 6000 obr./min   | 99 N•m przy 4000 obr./min | 11,5 s             | 166 km/h           |

### Inne
- Opony: 135 SR12
- Przełożenie główne: 3,647:1
- Najmniejszy promień skrętu: 5,1 m
- Prześwit: 110 mm
- Rozstaw kół tył/przód: 1274/1272 mm

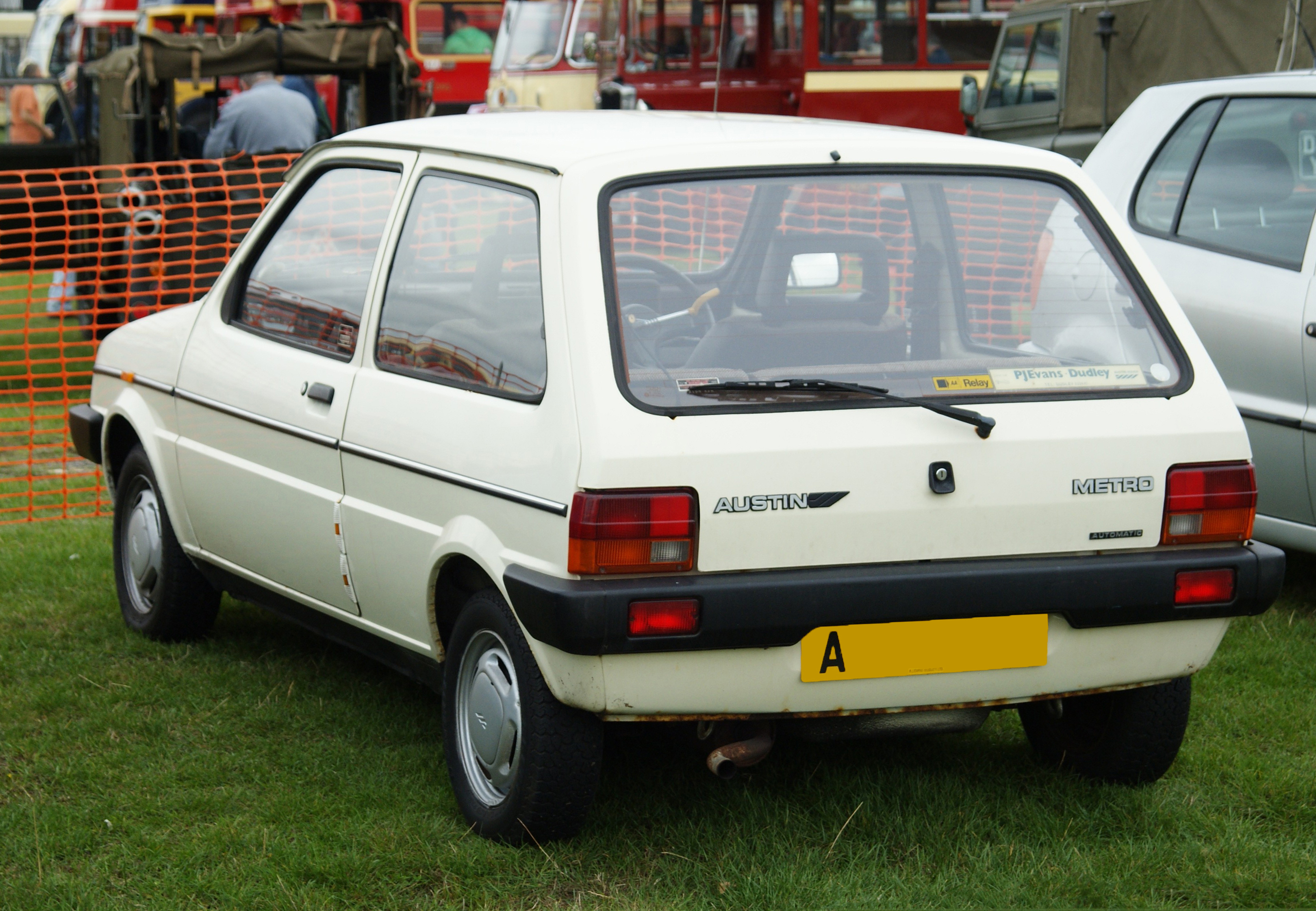
'83 Austin Metro
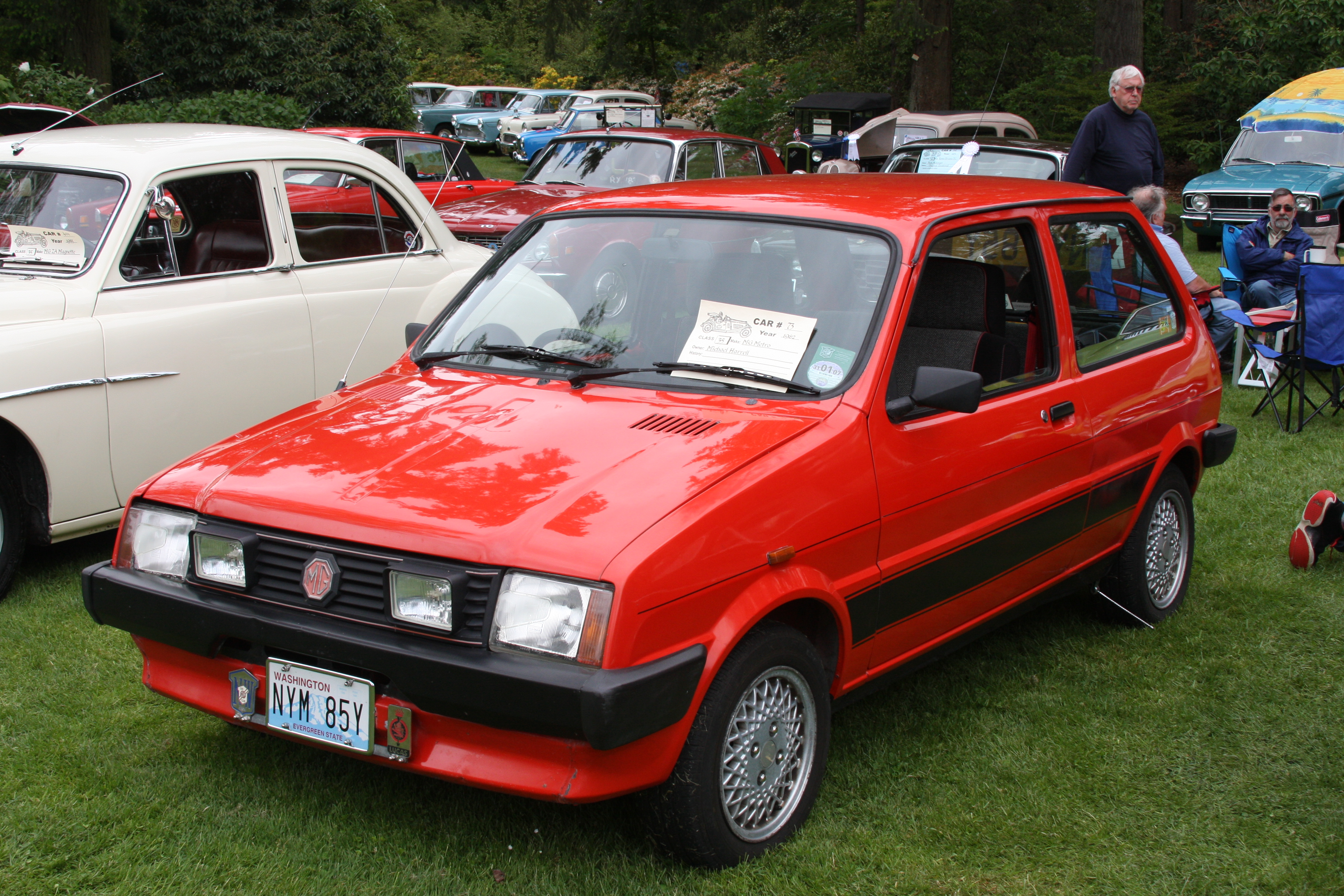
'82 MG Metro
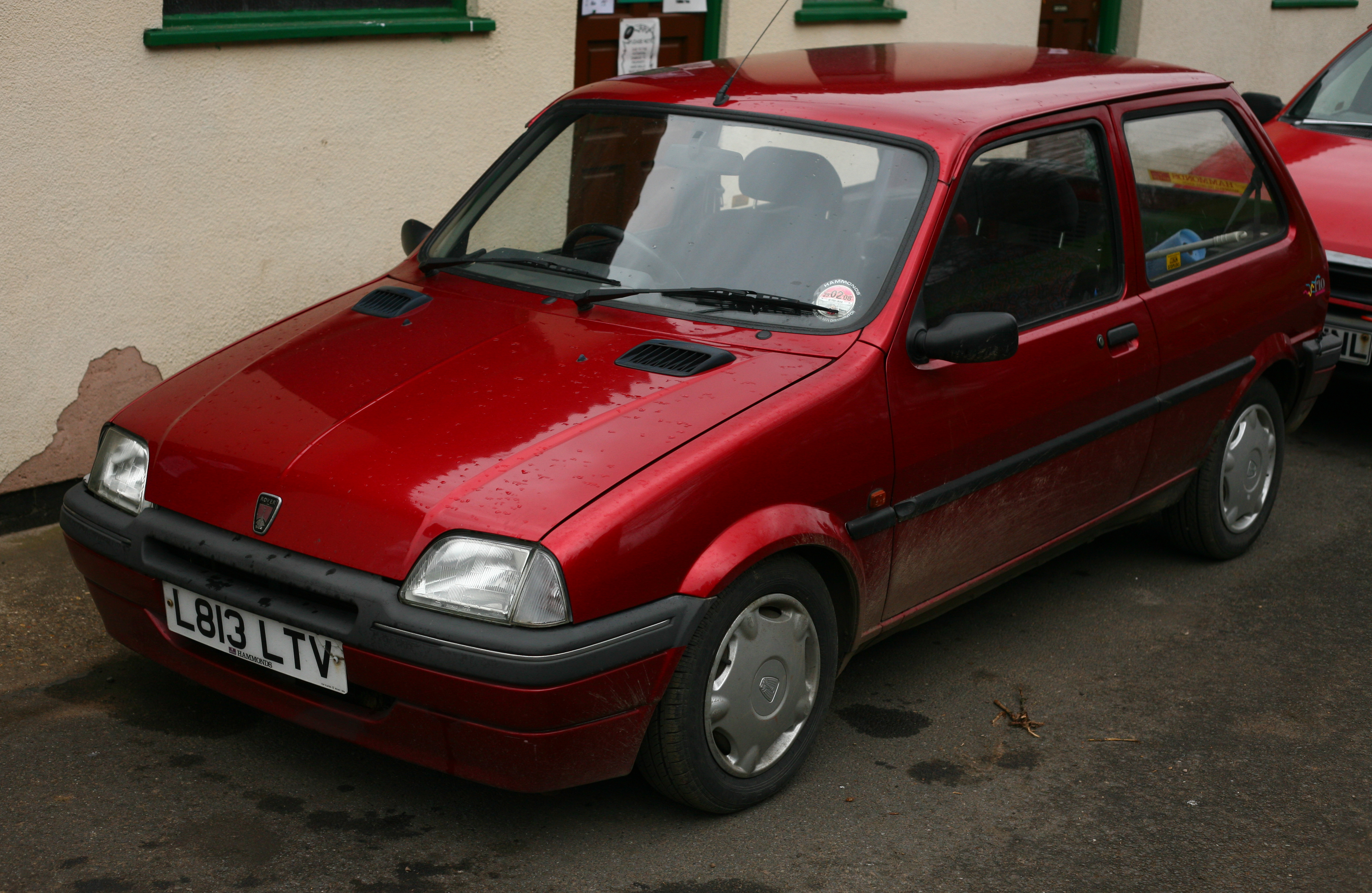
Rover Metro
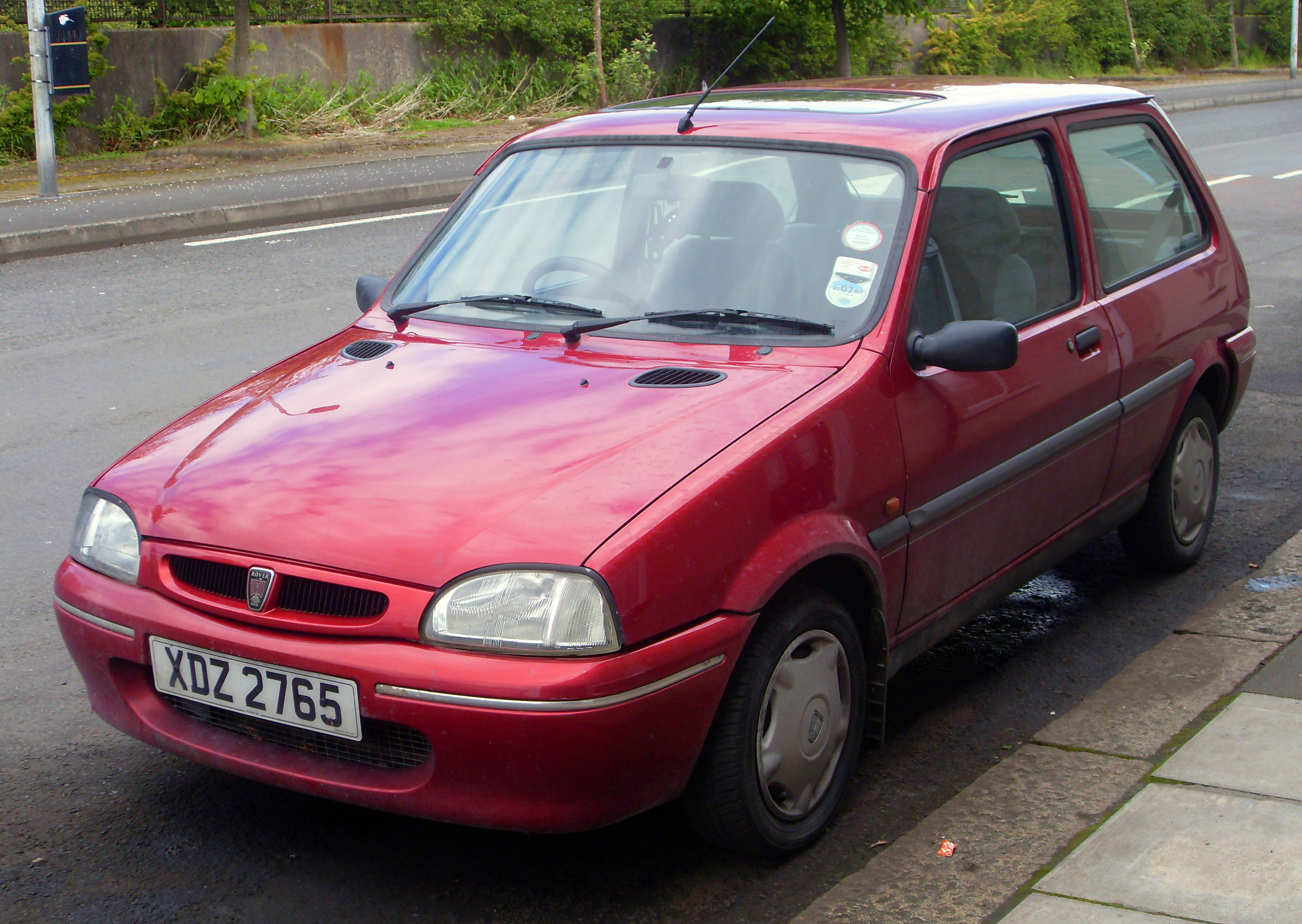
Rover 100